# Хитренко Геннадій Дмитрович
Генна́дій Дми́трович Хитре́нко (1972—2014) — майор резерву, Міністерство внутрішніх справ України, учасник російсько-української війни.

## З життєпису
Народився 1972 року. Місцем народження вказується місто Татарбунари. У дитинстві з батьками переїхав до села Кримське Новоайдарського району Луганської області. Закінчив середню школу села Кримське; працював помічником комбайнера та водієм у радгоспі. У 1990—1992 роках проходив строкову службу в ЗС СРСР. Під час Придністровського військового конфлікту служив на кордоні з Молдовою, брав участь в операції з прикриття державного кордону. З 1993 року служив в органах внутрішніх справ; працював помічником дільничного інспектора міліції Слов'яносербського районного відділу міліції. 1998 року закінчив Стахановський гірничий технікум; працював дільничним інспектором міліції Слов'яносербського районного відділу міліції. Помічник начальника — оперативний черговий Слов'яносербського районного відділу ГУ МВС в Луганській області. З листопада 2010 року майор міліції Хитренко — у відставці.
Депутат сільської ради Кримського, неодноразово висловлював упевненість, що Кримське залишиться у складі України. Російські казаки — угруповання «Велике військо донське» — після захоплення Кримського вчинили розправу над місцевими мешканцями. Геннадія Хитренка — за його патріотичну позицію — окупанти розстріляли у дворі його власного будинку 29 серпня 2014 року.
24 жовтня 2014 року голова Луганської ОДА Геннадій Москаль надіслав подання Президенту України з проханням посмертно відзначити Хитренка державною нагородою за проявлену мужність, героїзм та самопожертву в ім'я незалежності України.
Без Геннадія лишились батьки і дружина.

## Нагороди та вшанування
- Указом Президента України № 838/2014 від 31.10.2014 р. Геннадія Хитренка за особисту мужність і героїзм, виявлені у захисті державного суверенітету та територіальної цілісності України, вірність присязі під час російсько-української війни, відзначений — нагороджений орденом «За мужність» ІІІ ступеня (посмертно).
- Його портрет розміщений на меморіалі «Стіна пам'яті полеглих за Україну» в Києві: секція 4, ряд 2, місце 13
- Вшановується 29 серпня на щоденному ранковому церемоніалі вшанування українських захисників, які загинули цього дня в різні роки внаслідок російської збройної агресії[2]